# Vigilijus Jukna
Vigilijus Jukna (ur. 23 lipca 1968 w Kownie) – litewski zootechnik i polityk, wykładowca akademicki, od 2012 do 2014 minister rolnictwa, poseł na Sejm Republiki Litewskiej.

## Życiorys
W 1986 został absolwentem szkoły średniej w Kownie, a w 1991 ukończył studia z zakresu zootechniki w Litewskiej Akademii Weterynaryjnej. Od tego czasu zawodowo związany z tą uczelnią, przechodząc kolejne stopnie kariery akademickiej, a w 2008 obejmując stanowisko profesora. 13 grudnia 2012 z rekomendacji Partii Pracy objął urząd ministra rolnictwa w rządzie Algirdasa Butkevičiusa. Zakończył urzędowanie 16 lipca 2014. W 2020 otworzył listę wyborczą Partii Pracy do litewskiego parlamentu, uzyskując w wyniku wyborów mandat posła na Sejm. W 2024 dołączył do frakcji Litewskiej Partii Socjaldemokratycznej.